# Sauim-de-coleira
O sauim-de-coleira (Saguinus bicolor), também conhecido como sauim-de-Manaus e sauim-de-duas-cores, é um sagui encontrado na Amazônia brasileira, mais especificamente em partes dos município de Manaus, Rio Preto da Eva e Itacoatiara, no Amazonas. Esse primata pertence à família Cebidae e ao gênero Saguinus. Encontra-se criticamente em perigo de extinção devido a perda e fragmentação do seu habitat, atropelamento e eletrocussão, uma vez que sua área de ocorrência é restrita e vem sendo ocupada pelo crescimento desordenado da região metropolitana de Manaus.

## Características morfológicas
O peso do S. bicolor varia, normalmente, de 450 a 550 gramas, eles medem, aproximadamente, 30 cm de comprimento e sua calda é fina e maior que o corpo, variando de 33 a 42 cm. Esse animal de pequeno porte recebeu o nome de "sauim-de-coleira" devido ao seu padrão de cores bastante característico, com uma pelagem branca que reveste a região da cabeça, pescoço e tórax do animal, que se assemelha a uma coleira. Com exceção do hálux (dedo polegar do pé), suas unhas são afiadas como garras, adequadas para escalar árvores e, além disso, a espécie não possui os dentes terceiro molar maxilar e mandibular.

## Ecologia
O comportamento do sauim-de-coleira é diurno, com maior intensidade no período da manhã, pouco depois do amanhecer. Seu pequeno tamanho corporal e a presença de garras os auxiliam no deslocamento, utilizando a ponto de galhos finos de árvores e auxiliam também na movimentação em vegetação baixa. Normalmente não são vistos no solo, já que se deslocam pelo sub-bosque da floresta. Essa espécie de sagui não utiliza seu habitat (as florestas do Norte do Brasil) de maneira aleatória, mas seleciona áreas específicas para suas atividades diárias dependendo das condições ambientais da floresta. Eles possuem o hábito de procurar abrigo para dormir antes do pôr do sol, em topos de árvores, emaranhados de cipó e em folhas de palmeiras e tem um comportamento territorial bem acentuado, o que faz com que conflitos e brigas com grupos vizinhos sejam levemente frequentes. Todavia, é raro acontecer conflitos entre indivíduos do mesmo grupo. Seus predadores naturais são, principalmente, aves de rapina e cobras.

## Alimentação
A alimentação do sauim-de-coleira é diversificada. Eles são frutívoros-insetívoros, com tendência à onivoria: sua dieta consiste basicamente em frutas, néctar, ovos de aves e pequenos vertebrados, como, por exemplo, anuros, lagartos, cobras e até mesmo pequenos pássaros. Dependendo da época do ano, alguns desses alimentos podem ser mais consumidos que outros.  Acredita-se que muitos residentes da região de Manaus cultivam frutos que atraem os sauins devido à possível escassez de alimentos ou à facilidade de obtenção da comida. Essa interação entre primatas não-humanos e humanos vem sendo estudada e analisada por especialistas para uma maior compreensão do fenômeno.

## Reprodução
O sistema de acasalamento desses animais é poligâmico, e normalmente, nos grupos de sauins-de-coleira, a fêmea alfa do grupo se reproduz e gera um ou dois indivíduos (gêmeos), até duas vezes por ano. Porém, em cativeiro, há registros de nascimentos de três filhotes. A gestação dura cerca de 4 meses e os filhotes crescem rapidamente, ficando sob os cuidados da mãe apenas nas duas primeiras semana de vida e, depois desse período, todos os membros do grupo ficam responsáveis por carregar e cuidar dos filhotes, em um sistema chamado de "criação cooperativa". Em geral eles podem atingir o tamanho de um sagui adulto em pouco mais de um ano e vivem em grupos sociais que normalmente consistem de 2 a 12 saguis, com uma média de 4,8 saguis por grupo. O ciclo estral da fêmea dura aproximadamente 21 dias e tempo de gestação do feto varia bastante: de 150 a 195 dias. Sua expectativa de vida na natureza varia entre 10 e 12 anos.

## Estado de conservação
O S. Bicolor apresenta um grau de endemismo elevado, uma vez que sua distribuição populacional está localizada no maior núcleo urbano do estado amazônico e atualmente, são cerca de 30 mil exemplares de sauins-de-coleira na região. O desmatamento e a fragmentação de florestas são consideradas as maiores ameaças a preservação da espécie, além do crescimento urbano desordenado, principalmente nas proximidades da cidade de Manaus. Além disso, nas áreas urbanas, acidentes provocados por animais domésticos (como cães e gatos) atropelamentos e choques elétricos são outros fatores que estão ameaçando a preservação dos sauins de coleira na atualidade. Capturas para comércio ilegal e tentativas de manutenção como animal de estimação ocorrem, mas são pouco frequentes quando comparadas à de outros primatas. Por terem uma distribuição geográfica restrita (7.500km{\displaystyle ^{2}}), os Saguinus bicolor disputam território e disponibilidade de alimento com outra espécie de sagui, os Saguinus midas (Sauim-de-mãos-douradas), sendo consideradas espécies potencialmente competidoras.  A competição interespecífica desses animais congêneres é um fator de grande importância, uma vez que a expansão territorial dos sauins-de-mão-douradas tem sido cerca de cinco vezes maior que a do sauim-de-coleira. Entretanto, ainda se sabe pouco a respeito das consequências da interação da área de contato dessas duas espécies, visto que tanto interações pacíficas quanto interações agressivas foram observadas. Tais fatores desencadeiam muitos efeitos deletérios como o isolamento espacial das populações, além da consequente diminuição do fluxo gênico entre os indivíduos.
No ano de 2015, o sauim-de-coleira foi classificado como espécie Criticamente em Perigo (CP) tanto pela IUCN quanto pelo ICMBio, no livro Vermelho da Fauna Brasileira Ameaçada de Extinção, devido ao declínio de 80% da sua população nos últimos 18 anos. Além disso, o S. Bicolor está presente na lista oficial do IBAMA de espécies da fauna brasileira ameaçada de extinção e é considerado um dos primatas mais ameaçados da Amazônia. Entretanto, na última revisão da União Internacional para Conservação da Natureza, foi colocado na categoria de "Ameaçado".
A falta de conhecimento acerca do comportamento alimentar e social desses animais e da sua ecologia dificulta a criação e realização de medidas preventivas e o correto manejo da espécie.